# Bernard Michel Henri Lerouge
Pour les articles homonymes, voir Lerouge.
Bernard Michel Henri Lerouge est un homme politique français né le 19 décembre 1786 à Dijon (Côte-d'Or) et décédé le 31 mai 1841 à Chalon-sur-Saône (Saône-et-Loire).
Conseiller à la Cour d'appel de Dijon, il est député de Saône-et-Loire de 1834 à 1837, siégeant dans la majorité soutenant la Monarchie de Juillet.

## Sources
- « Bernard Michel Henri Lerouge », dans Adolphe Robert et Gaston Cougny, Dictionnaire des parlementaires français, Edgar Bourloton, 1889-1891 [détail de l’édition]